# Mercy (John Cale)
Mercy è il diciassettesimo album in studio del musicista gallese John Cale, pubblicato nel 2023.

## Tracce
Testi e musiche di John Cale.
1. Mercy (featuring Laurel Halo) – 7:00
2. Marilyn Monroe's Legs (Beauty Elsewhere) (featuring Actress) – 6:53
3. Noise of You – 5:15
4. Story of Blood (featuring Weyes Blood) – 7:31
5. Time Stands Still (featuring Sylvan Esso) – 5:20
6. Moonstruck (Nico's Song) – 5:31
7. Everlasting Days (featuring Animal Collective) – 5:02
8. Night Crawling – 4:53
9. Not the End of the World – 6:17
10. The Legal Status of Ice (featuring Fat White Family) – 7:24
11. I Know You're Happy (featuring Tei Shi) – 5:15
12. Out Your Window – 5:13

- Tracce Bonus 7" Vinile

1. Pretty People
2. Mercy (mercy-full mix) (featuring Tony Allen)

## Formazione
- John Cale – voce, arrangiamento archi (tutte le tracce), basso (1, 4–11, 13, 14), batteria (1–5, 7–11), piano (1, 2, 4, 7–9, 12, 14), sintetizzatore (1–3, 8–10), rumori (2), tastiera vintage (3, 5, 13, 14), Swarmatron (5), tastiera (6, 8, 11), chitarra acustica (10), chitarra (11), archi addizionali (12); drone, percussioni (13)
- Laurel Halo – cori, effetti, sintetizzatore (1)
- Matt Fish – violoncello (2–4, 6, 7, 12)
- Ian Walker – contrabbasso (2–4, 6, 7, 12)
- Actress – sintetizzatore, effetti (2)
- Joey Maramba – basso (3, 5), basso Bowed (4)
- Deantoni Parks – batteria acustica (3, 7), timpani (3), sintetizzatore addizionale (5), batteria elettronica (7), batteria addizionale (8)
- Dustin Boyer – chitarra (3), basso (4), rumori (7), cori (8, 11); chitarra (10, 11)
- Caroline Buckman – viola (3, 4, 7)
- Leah Katz – viola (3, 4, 7)
- Rodney Wirtz – viola (3, 4, 7)
- Eric Gorfain – violino (3, 4, 7)
- Marissa Kuney – violino (3, 4, 7)
- Jenny Takamatsu – violino (3, 4, 7)
- Nita Scott – batteria addizionale (4), percussioni addizionali (9); cori (11)
- Weyes Blood – voce (4)
- Nick Sanborn – chitarra acustica (5)
- Amelia Meath – voce (5)
- Destani Wolf – cori (6)
- Brian Weitz – sintetizzatore (7)
- Dave Portner – voce (7)
- Noah Lennox – voce (7)
- Tokimonsta – effetti (9)
- Dev Hynes – chitarra acustica (10)
- Tei Shi – voce (10)
- Jack Everett – batteria acustica, cori (11)
- Adam J. Harmer – chitarra, cori (11)
- Nathan Saoudi – Juno, cori (11)
- Lias Saoudi – voce (11)
- Tony Allen – batteria acustica (14)